# Kupwara
Kupwara è una città dell'India di 14.711 abitanti, capoluogo del distretto di Kupwara, nel territorio del Jammu e Kashmir. In base al numero di abitanti la città rientra nella classe IV (da 10.000 a 19.999 persone).

## Geografia fisica
La città è situata a 34° 32' 28 N e 74° 14' 33 E.

## Società

### Evoluzione demografica
Al censimento del 2001 la popolazione di Kupwara assommava a 14.711 persone, delle quali 9.004 maschi e 5.707 femmine. I bambini di età inferiore o uguale ai sei anni assommavano a 1.960, dei quali 1.061 maschi e 899 femmine. Infine, coloro che erano in grado di saper almeno leggere e scrivere erano 8.110, dei quali 5.781 maschi e 2.329 femmine.